# 토요시마 마치코
토요시마 마치코(일본어: 豊嶋 真千子 とよしま まちこ[*]/Machiko Toyoshima, 1971년 12월 28일 ~ )는 일본의 여자배우, 성우다. 아오니 프로덕션소속이다. 아오니 학원 도쿄 14기다. 이바라키현 출신이고 키는 151cm다.

## 작품

#### TV 애니메이션
1994년
- 미소녀 전사 세일러 문 SuperS - 파라파라
- 마멀레이드 보이 - 여자아이, 후배
- SLAM DUNK - 후지이(3대)

1996년
- 지옥선생 누베 - 나카지마 노리코

1997년
- 포켓몬스터 - 카스미의 쏘드라

1998년
- 센티멘탈 그래피티 - 스기하라 마나미

1999년
- 우주해적 미토의 대모험 - 오오쿠보 미야코
- ONE PIECE - 쿠이나

2002년
- 명탐정 코난  - 엔도 노리코,여,뉴스 캐스터,바이쇼 오리에,

2004년
- 몽키턴（코바야시 미즈키）- 제2시리즈

2005년
- 따끈따끈!!제빵 - 여기자
- SoltyRei（메릴 엄마）

2007년
- 게게게의 키타로 5기 - 로쿠로쿠비, 케로, 리포터,

2009년
- 괴담 레스토랑 - 미치코 선생, 여교사

2010년
- 치비마루코쨩 - 사쿠라 사키코(마루코의 언니(2대))

2012년
- HUNTER×HUNTER（제2기） - 카라, 아스타

2014년
- 사키-Saki- 전국편(사토 히로코)

2015년
- 월드 트리거 - 미카미 카호